# To Ring or Not to Ring
To Ring or Not to Ring este un film românesc din 2016 regizat de Răzvan Dutchevici. Rolurile principale au fost interpretate de actorii Razvan Enciu, Alexandru Pupăză.

## Distribuție
Distribuția filmului este alcătuită din:
- Răzvan Enciu
- Alexandru Pupăză
- Iasmina Panduru